# Alan McGee
Alan McGee (Glasgow, 29 settembre 1960) è un produttore discografico e musicista scozzese attivo a Londra, noto per aver fondato l'etichetta indipendente Creation Records (1983-2000) e per aver scoperto gli Oasis, band di punta del movimento musicale a partire dagli anni novanta.
Insieme a Dick Green e Joe Foster nel 1983 fondò la Creation Records, nome ispirato a quello della band degli anni sessanta The Creation, che McGee ammirava profondamente. McGee, Green e Foster erano, inoltre, membri della band Biff Bang Pow!, che traeva il nome da una canzone dei Creation.